# Тотальный диктант

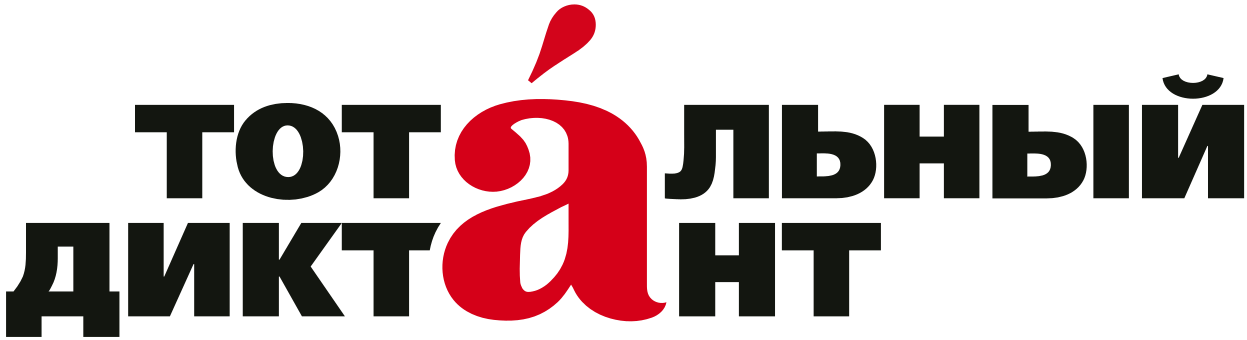
Логотип Тотального диктанта

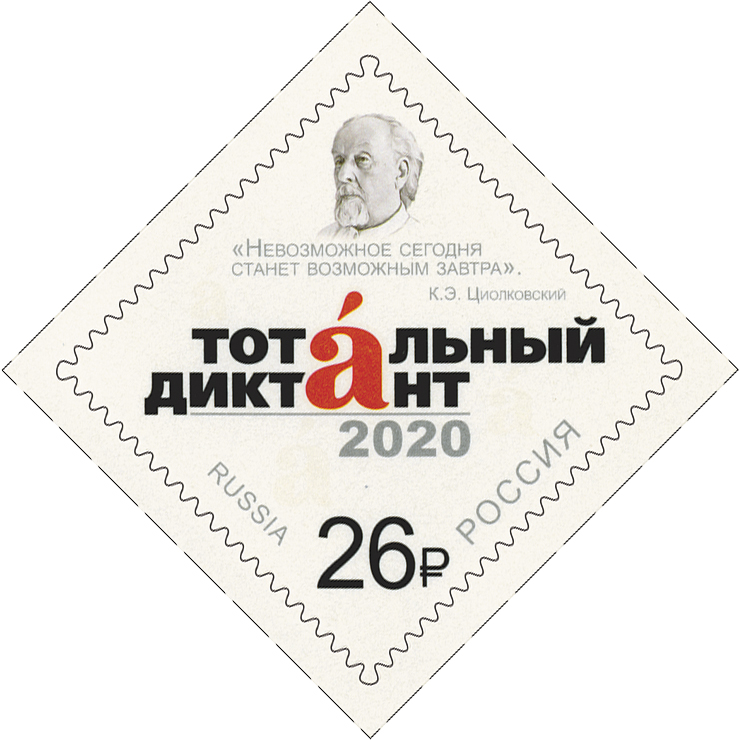
Почтовая марка России 2020 года, посвящённая акции, с цитатой К. Э. Циолковского из его статьи «Исследование мировых пространств реактивными приборами» (1911—1912)

Тота́льный дикта́нт — ежегодная просветительская акция, организуемая с 2004 года в России и разных странах мира с целью популяризации грамотности. Диктант позволяет всем желающим проверить свои знания на родном языке (как правило, на русском, но диктант проводится также и на некоторых других языках). Традиционно проходит в одно и то же время (с поправкой на часовые пояса) по разным городам мира. С 2010 года тексты для Тотального диктанта пишут современные авторы. Первыми диктантами были отрывки из произведений классиков: Л. Н. Толстого, Н. В. Гоголя, Р. Киплинга, В. Быкова и др. Диктовать тексты приглашают известных представителей культуры, в том числе массовой культуры, а также преподавателей школ и вузов и работников библиотек.
А также название благотворительного фонда, который проводит акцию и другие просветительские мероприятия для развития и популяризации грамотности и русского языка.

## Задачи и организация
Задачами диктанта являются:
- популяризация орфографической и пунктуационной грамотности;
- привлечение внимания СМИ и общественности к проблеме знания языка;
- предоставление всем желающим возможности проверки своей грамотности в доброжелательной атмосфере;
- повышение уровня грамотности через обсуждение результатов диктанта и разбор ошибок;
- выявление трудноусваиваемых правил русского языка с целью их улучшения;
- оценка уровня грамотности;
- обучение грамотному русскому языку.

Девиз Тотального диктанта: «Писать грамотно — это модно!»

## Правила
Проведение Тотального диктанта основывается на следующих принципах:
- добровольность участия;
- доброжелательность к участникам;
- право на участие абсолютно всех желающих;
- вне политики и религии;
- принцип анонимности — никто из участников не обязан указывать своё настоящее имя и сдавать написанную работу;
- профессиональная проверка квалифицированными филологами;
- единство времени проведения, текста диктанта, правил и критериев оценки.

## История
В начале 2000‑х годов студенческий клуб «ГлумКлуб» гуманитарного факультета Новосибирского государственного университета, возглавляемый президентом клуба, выпускницей НГУ Екатериной Косых, предложил идею организации массового диктанта. Первый диктант прошел в стенах НГУ 11 марта 2004 года в рамках мероприятия «Дни гуманитарного факультета НГУ».
Первые шесть диктантов писали в Новосибирске в стенах НГУ, тексты были взяты из произведений русской классики. Затем мобильный интернет стал общедоступным, и стало понятно, что любой текст классики можно найти в Интернете и списать прямо на диктанте. Что такое возможно, организаторы поняли, когда в одной из работ, претендовавших на пятёрку, обнаружили лишние предложения — которые были в тексте произведения, но которых при этом не было в предложенном участникам тексте диктанта. Возникла необходимость создавать уникальные тексты, которые бы не публиковались в сети до момента проведения Тотального диктанта. Автором первого текста, написанного специально для акции, стал писатель Борис Стругацкий. Первые пять диктантов читали преподаватели гуманитарного факультета НГУ. Затем, чтобы сделать мероприятие более зрелищным и более интересным для участников и СМИ, для чтения начали приглашать известных артистов.
В 2007—2023 годах руководителем акции и директором фонда поддержки языковой культуры граждан «Тотальный диктант» была выпускница гуманитарного факультета НГУ Ольга Ребковец.
С февраля 2023 года возглавляет фонд и руководит проектом Вячеслав Беляков.
Первым руководителем Экспертного совета акции была доктор филологических наук, профессор Новосибирского государственного университета Наталья Борисовна Кошкарёва.
С 2019 года Экспертный совет был переименован в Филологический. Новый совет возглавил научный редактор портала «Грамота.ру», научный сотрудник Института русского языка им. В. В. Виноградова РАН Владимир Пахомов.
Члены Штаба и Филологического совета акции работают и проживают в различных городах России и мира: Владивостоке, Москве, Новосибирске, Ростове-на-Дону, Санкт-Петербурге, Тамбове, Томске, Тюмени и др.
| Дата в формате «год.месяц.день» | Количество человек, писавших диктант | Отрывок              | Отрывок                               | Отрывок    |
| Дата в формате «год.месяц.день» | Количество человек, писавших диктант | Автор                | Произведение                          | Число слов |
| ------------------------------- | ------------------------------------ | -------------------- | ------------------------------------- | ---------- |
| 2004.03.11                      | 150                                  | Лев Толстой          | «Война и мир». Том 2                  | 358        |
| 2005.04.29                      | 235                                  | Александр Бек        | «Волоколамское шоссе»                 | 304        |
| 2006.04.28                      | 189                                  | Иван Соколов‑Микитов | «Таймырское озеро»                    | 318        |
| 2007.05.08                      | 187                                  | Василь Быков         | «Сотников»                            | 318        |
| 2008.04.10                      | 246                                  | Редьярд Киплинг      | «Наулака: История о Западе и Востоке» | 267        |
| 2009.03.28                      | 617                                  | Николай Гоголь       | «Невский проспект»                    | 274        |

В 2009 году читать текст пригласили певца Псоя Короленко. С этого момента популярность мероприятия стала расти.
В 2010 году мероприятие проходило не только в НГУ, но и в школах, вузах, библиотеках, магазинах Новосибирска (всего 17 площадок).
С 2010 года тексты для диктантов пишут современные российские авторы.
В феврале 2011 года Тотальный диктант был удостоен престижной премии «Серебряный лучник» (подробнее).
В 2011 году:
- мероприятие прошло в 13 городах России;
- мероприятие впервые прошло за пределами России, первым городом проведения акции за рубежом стал Бостон (США);
- для подготовки к диктанту были организованы бесплатные курсы «Русский по пятницам»;
- мероприятие стало транслироваться онлайн[3].

В 2012 году:
- акция прошла в 89 городах в 13 странах;
- текст автора стал делиться на три часовые зоны (по одной для Дальнего Востока, для Урала и Сибири, для центральной части России, Европы и стран Северной и Южной Америки)[4].

В 2013 году:
- акция прошла в 170 городах и на всех 6 континентах;
- в Новосибирске прошла первая научно-практическая конференция Тотального диктанта «Динамические процессы в современном русском языке».

В 2014 году:
- акция прошла в 350 городах в 45 странах;
- появилась возможность писать диктант онлайн;
- партнёром Тотального диктанта стала компания «Орфограмматика», разработчик программы «Орфограммка»[5];
- Тотальный диктант впервые написали в космосе[6].

В 2015 году:
- акция прошла в 549 городах в 58 странах[7].

В 2016 году:
- акция прошла в 732 городах в 68 странах;
- диктант впервые написали на борту самолёта;
- к Тотальному диктанту теперь можно подготовиться онлайн, а иностранные участники впервые написали тест TruD[8].

В 2017 году:
- акция прошла в 866 городах в 71 стране;
- в ледовом дворце в Таллине текст диктанта написали 2973 участника;
- впервые фонд получил поддержку Фонда президентских грантов[9].

В 2018 году:
- акция прошла в 1024 городах в 76 странах[10];
- акция впервые выбрала новую столицу акции — Владивосток, куда отправился первый автопробег Тотального диктанта из Новосибирска[11];
- была издана «Хрестоматия Тотального диктанта»[12];
- в Челябинске высажена первая аллея Тотального диктанта[13];
- стартовал курс «Никогда не пиши „ни когда“»[14].

В 2019 году:
- акция прошла в 1220 городах в 81 стране[15];
- столица акции — Таллин[16];
- второй автопробег прошёл из Владивостока в Таллин (более 10 000 км), по итогу которого вышла книга «Тотальные истории»;
- стартовал курс «Мыш кродёться»[17].

В 2020 году:
- Тотальный диктант был впервые перенесён с весны на осень ввиду эпидемиологической ситуации[18];
- акция прошла в 606 городах в 45 странах[19];
- столица акции — Санкт-Петербург[20];
- впервые в рамках акции прошёл онлайн-марафон[21];
- была выпущена марка, посвящённая Тотальному диктанту[22];
- открыт первый центр грамотности Тотального диктанта в городе Городце Нижегородской области[23];
- появился проект «Амбассадоры русского языка» (просветительские события на тему русского языка за пределами России)[24];
- стартовал онлайн-курс «Русская пунктуация: болевые точки… и двоеточия»[25].

В 2021 году:
- акция прошла в 732 городах в 39 странах[26];
- столица акции — Якутск[27];
- вышла книга «Сто текстов о языке»[28];
- Тотальный диктант впервые написали на английском языке.

В 2022 году:
- в акции приняли участие 780 500 человек[29];
- столица акции — Ярославль[30];
- впервые в рамках акции была запущена краудфандинговая кампания[31].

В 2023 году:
- акция прошла в 43 странах[32];
- столица акции — Нижний Тагил[33];
- стартовал проект «Тот. Язык» — диктант на других языках[34];
- специальный диктант написали на адыгейском, армянском, казахском, каракалпакском, марийском, селькупском, удмуртском, узбекском, чувашском языках.

В 2024 году:
- столица акции — Томск[35];
- диктант написали более 1 300 000 человек[36];
- акция отмечала 20-летний юбилей.

В 2025 году:
- столица акции — Сириус[37].

| Дата            | Столица Тотального диктанта | Сочинение          | Сочинение | Количество принявших участие | Количество принявших участие | Количество принявших участие |
| Дата            | Столица Тотального диктанта | Автор              | Название | человек | стран                        | городов                      |
| --------------- | --------------------------- | ------------------ | --- | --- | ---------------------------- | ---------------------------- |
| 24 апреля 2010  | Новосибирск                 | Борис Стругацкий   | «В чём причина упадка русского языка и есть ли он вообще?» | 2396 | 1                            | 1                            |
| 23 апреля 2011  | Новосибирск                 | Дмитрий Быков      | «Орфография как закон природы» | 4782 | 1                            | 13                           |
| 21 апреля 2012  | Новосибирск                 | Захар Прилепин     | «А вам не всё равно?» - Часть 1. «А вам не всё равно?» - Часть 2. «Мне — не всё равно» - Часть 3. «И нам не всё равно!»                                                          | 14 217 | 11                           | 89                           |
| 6 апреля 2013   | Новосибирск                 | Дина Рубина        | «Евангелие от Интернета» - Часть 1. «Евангелие от Интернета» - Часть 2. «Опасности райских кущей» - Часть 3. «Зло во благо или благо во зло?»                                    | 32 280 | 35                           | 180                          |
| 12 апреля 2014  | Новосибирск                 | Алексей Иванов     | «Поезд Чусовская — Тагил» - Часть 1. «На поезде через детство» - Часть 2. «Поезд и люди» - Часть 3. «Когда поезд вернётся»                                                       | - Более 64 000 офлайн; - 6500 онлайн | 47                           | 360                          |
| 18 апреля 2015  | Новосибирск                 | Евгений Водолазкин | «Волшебный фонарь» - Часть 1. «Дача» - Часть 2. «Парк» - Часть 3. «Невский» | - 83 653 в России офлайн; - 9459 за рубежом офлайн; - 14 700 онлайн | 58                           | 549                          |
| 16 апреля 2016  | Новосибирск                 | Андрей Усачёв      | «Этот древний-древний-древний мир!» - Часть 1. «Вкратце об истории театра» - Часть 2. «Вкратце об истории письменности» - Часть 3. «Вкратце об истории Олимпийских игр»          | | 68                           | 732                          |
| 8 апреля 2017   | Новосибирск                 | Леонид Юзефович    | «Город на реке» - Часть 1. «Санкт-Петербург. Нева» - Часть 2. «Пермь. Кама» - Часть 3. «Улан-Удэ. Селенга»                                                                       | | 70                           | 886                          |
| 14 апреля 2018  | Владивосток                 | Гузель Яхина       | «Учитель словесности» - Часть 1. «Утро» - Часть 2. «День» - Часть 3. «Вечер» | | 76                           | 1021                         |
| 12 апреля 2019  | Таллин (Эстония)            | Павел Басинский    | «Литературный детектив» - Часть 1. «Теоретическое преступление» - Часть 2. «Простое сердце» - Часть 3. «Ловец душ» - Часть 4. «Всего три слова» - «Камергер русской речи»        | 236 284 | 81                           | 1200                         |
| 17 октября 2020 | Санкт-Петербург             | Андрей Геласимов   | «Per aspera» - Часть 1. «Вятка» - Часть 2. «В Москву» - Часть 3. «Москва» - Часть 4. «Калуга»                                                                                    | 271 449. Из них 35 707 офлайн | 45 офлайн, 109 онлайн        | 606                          |
| 10 апреля 2021  | Якутск                      | Дмитрий Глуховский | «Обещания» - Часть 1. «Море» - Часть 2. «Фата» - Часть 3. «Очередь» - Часть 4. «Море» - Часть 5. «Обещания»                                                                      | 675 198. Из них 90 000 офлайн, более 8000 прошли тест TruD, более полумиллиона человек выбрали формат #пишемдома и посмотрели онлайн-марафон или написали диктант онлайн |                              |                              |
| 9 апреля 2022   | Ярославль                   | Марина Степнова    | «Девятисотый» - Часть 1. «Санин год» - Часть 2. «Июль» - Часть 3. «Гроза» - Часть 4. «У меня тоже так будет!»                                                                    | 780 500 |                              |                              |
| 8 апреля 2023   | Нижний Тагил                | Василий Авченко    | «Экология по Арсеньеву» - Часть 1. «Урок первый» - Часть 2. «Урок второй» - Часть 3. «Урок третий» - Часть 4. «Урок четвёртый» - Детский диктант. «Путешественник Арсеньев»      | 456 307 | 103                          | 700                          |
| 20 апреля 2024  | Томск                       | Анна Матвеева      | «Дорогой дневник» - Часть 1. «„Дорогой дневник“» - Часть 2. «Таинственные тетради» - Часть 3. «Правда или желание» - Часть 4. «Жизнь в словах» - Детский диктант. «Твой дневник» | 1 294 401 | 55 офлайн, 117 онлайн        | 722 офлайн, 1313 онлайн      |

Мероприятие является добровольным как для организаторов, так и для авторов и дикторов текстов. Финансовая поддержка спонсоров используется для закупки канцелярии (ручек, бумаги, планшетов), привлечения участников (листовки, плакаты), оплаты проезда организаторов и труда проверяющих.

## Ева Даласкина
Благодаря участию в создании текста Тотального диктанта в 2015 году Евгения Германовича Водолазкина появился мем, шуточный собирательный образ, популярный в сообществе организаторов, волонтёров и участников этого проекта. История его появления такова. На одной из площадок диктующий произнёс: «Сейчас мы напишем текст автора Е. Водолазкина», что один из участников записал как «Автор Ева Даласкина». С этого времени все наиболее забавные и нелепые ошибки, описки и «ослышки», которые обнаруживаются при проверке работ, приписываются Еве Даласкиной. После разбора работ эти «литературные казусы» ежегодно собирают в единый альтернативный текст диктанта.

## Факты
- 27 мая 2015 года прокуратура в Ростове-на-Дону заподозрила организатора Тотального диктанта в этом городе Алексея Павловского в связях с интернет-сообществом поборников русского языка, известным как «Граммар-наци». По словам Павловского, прокуратуру интересовал вопрос о том, не хочет ли он уничтожать людей, которые совершают грамматические ошибки[49].
- В 2016 году принять участие в тотальной проверке грамотности и написать диктант впервые смогли даже на борту авиалайнера. Ручки и бумага были предложены пассажирам воздушного судна, совершавшего перелёт по маршруту Новосибирск — Москва. К акции присоединились и на море (экипажи барка «Крузенштерна» и фрегата «Паллада»)[50].

## Инциденты
- В апреле 2013 года в Ульяновской области по распоряжению губернатора области Сергея Морозова заменили текст Тотального диктанта: вместо текста Дины Рубиной взяли очерк Василия Пескова о местном художнике-соцреалисте Аркадии Пластове[51].
- 8 апреля 2017 года организаторы отменили проведение Тотального диктанта на Украине (кроме территорий, занятых самопровозглашёнными ДНР и ЛНР) из-за блокировки активистами входа в Представительство Россотрудничества на Украине, которое расположено в Киеве[52].
- В ноябре 2020 года Россотрудничество заявило, что не будет поддерживать Тотальный диктант, предоставляя для его проведения помещения в культурных центрах за рубежом. Это связывают с тем, что автором текста для диктанта на 2021 год был выбран писатель Дмитрий Глуховский, который неоднократно жёстко критиковал президента РФ Владимира Путина[53].
- Фонд президентских грантов в 2017—2020 гг. финансово поддерживал проведение Тотального диктанта, однако в июне 2021 года отказался выделить средства на мероприятие в 2022 году[54].

## Пародии
- В 2021 году авторы юмористического журнала «Красная бурда» написали несколько пародий на тексты для Тотального диктанта под названием «Повальный диктант»[55].